# 시티 스트리트
시티 스트리트(City Streets)는 미국에서 제작된 루벤 마모울리언 감독의 1931년 범죄, 느와르 영화이다. 게리 쿠퍼 등이 주연으로 출연하였고 E. 로이드 쉘던 등이 제작에 참여하였다.

## 출연

### 주연
- 게리 쿠퍼
- 실비아 시드니

### 조연
- 폴 루카스
- 윌리엄 스테이지 보이드
- 윈 깁슨
- 가이 키비
- 스탠리 필스
- 베티 싱클레어
- 로버트 호먼스
- 바바라 레너드
- 앨런 카밴
- 빌 엘리어트
- 노먼 포스터
- 파울레트 고다드
- 버트 핸론
- 매티 켐프
- 밥 코트먼
- 에단 레이드로
- 케이트 드레인 로슨
- 에드워드 르세인트
- 스탠리 맥
- 프랭크 맥클루
- 윌리엄 H. 오브라이언
- 할 프라이스
- 조지 리가스
- 윌라드 로버트슨
- 딕 러쉬
- 마이크 텔레겐
- 해리 텐브룩
- 닉 톰슨
- 레오 윌리스

## 제작진
- 각색: 맥스 마신